# Заліська Воля
Заліська Воля (пол. Zaleska Wola) — село в Польщі, у гміні Радимно Ярославського повіту Підкарпатського воєводства.
Населення — 154 особи (2011).

## Розташування

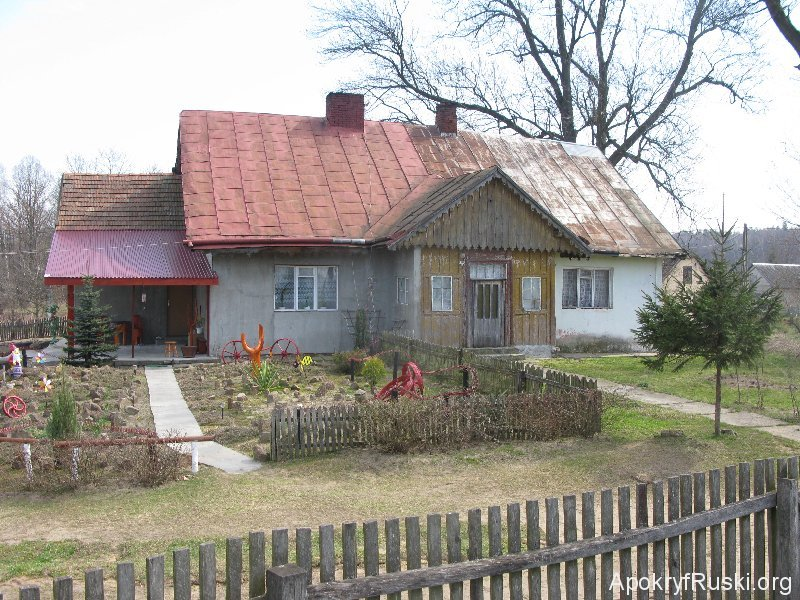
Плебанія (сучасний вигляд)

Відстань до центру ґміни — м. Радимно становить 13 кілометрів, до центру повіту — м. Ярослав — 23 кілометри, до центру воєводства — м. Ряшів — 71 кілометр.

## Історія
Історію села в своїй книзі «Заліська Воля: люди і доля» описав Іван Павлик, уродженець Заліської Волі, депортований на північно-західні терени Польщі у 1947 року в рамках акції «Вісла».
У 1922—1930 роках парохом в Заліській Волі був о. Михайло Мрозовський.
За даними Володимира Кубійовича станом на 1.1.1939 року в Заліській Волі мешкало 1160 осіб: 1120 українців-грекокатоликів, 10 українців-римокатоликів і 30 євреїв.
16 серпня 1945 року Москва підписала й опублікувала офіційно договір з Польщею про встановлення лінії Керзона українсько-польським кордоном. Українці не могли протистояти антиукраїнському терору після Другої світової війни. Частину добровільно-примусово виселили в СРСР (563 осіб — 144 родини). Решта українців попала в 1947 році під етнічну чистку під час проведення Операції «Вісла» і була депортована на понімецькі землі у західній та північній частині польської держави, що до 1945 належали Німеччині.
У 1975—1998 роках село належало до Перемишльського воєводства.
У 1978 році на місці дерев'яної греко-католицької церкви Воздвиження Чесного Хреста Господнього (1885 р.) протягом однієї доби збудовано маленький костелик, що зараз є філією костелу в с. Хотинець. Церкву розібрано на початку 1950-х років після виселення українського населення.

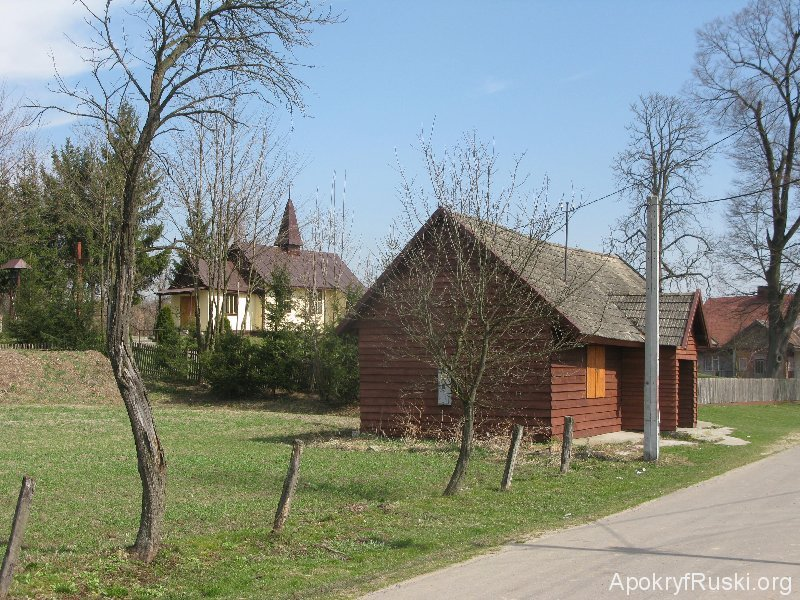
Народний дім «Просвіта». Сучасний вигляд

У 2011 році в Заліській Волі відкрили пам'ятний меморіал борцям за оборону рідної землі, яких у 1941—1950 роках загинуло 153 особи. У тому числі 61 член УПА і 92 цивільні особи (70 чоловіків, 17 жінок, 5 дітей).
Деякі прізвища жителів Заліської Волі: Щурко, Бабяк, Дорош, Коляса, Онищак, Іляш, Павлик, Добко, Хромний, Якубович, Мелех, Клиско.
Більше сучасних фотографій на сайті APOKRYF RUSKI [Архівовано 1 грудня 2017 у Wayback Machine.]

## Демографія
Демографічна структура станом на 31 березня 2011 року:
|          | Загалом | Допрацездатний вік | Працездатний вік | Постпрацездатний вік |
| -------- | ------- | ------------------ | ---------------- | -------------------- |
| Чоловіки | 79      | 20                 | 55               | 4                    |
| Жінки    | 75      | 22                 | 40               | 13                   |
| Разом    | 154     | 42                 | 95               | 17                   |